# British Grand Prix (Squash)
Der British Grand Prix ist ein Squashturnier für Herren. Es findet im National Squash Centre in Manchester in England statt und ist Teil der PSA World Tour.
Das Herrenturnier wurde 2010 ins Leben gerufen und gehörte zunächst zur PSA World Series, da es 2010 und 2011 als Ersatz für die British Open in den Turnierkalender kam. Nach der Rückkehr der British Open in den Turnierkalender gehörte der British Grand Prix 2012 und nach einjähriger Pause auch 2014 und 2015 zur Kategorie International 70 und PSA 70 mit einem Gesamtpreisgeld von 70.000 US-Dollar.
Ramy Ashour gewann die ersten beiden Austragungen in den Jahren 2010 und 2011. In den Saisons 2012, 2014 und 2016 ging der Titel an Nick Matthew.

## Sieger
| Jahr | Sieger             | Finalgegner       | Ergebnis                |
| ---- | ------------------ | ----------------- | ----------------------- |
| 2016 | Nick Matthew       | James Willstrop   | 11:7, 12:10, 11:4       |
| 2015 | Mohamed Elshorbagy | Nick Matthew      | 11:7, 12:10, 9:11, 11:6 |
| 2014 | Nick Matthew       | Mathieu Castagnet | 11:7, 11:6, 11:5        |
| 2013 | nicht ausgetragen  | nicht ausgetragen | nicht ausgetragen       |
| 2012 | Nick Matthew       | James Willstrop   | 4:11, 11:6, 11:9, 11:5  |
| 2011 | Ramy Ashour        | Nick Matthew      | 1:11, 11:3, 11:7, 11:4  |
| 2010 | Ramy Ashour        | James Willstrop   | 11:7, 3:11, 11:3, 11:5  |